# Koprišnica
Koprišnica is een klein dorp ten zuiden van het dorpje Dren langs de rivier Došnica in Noord-Macedonië. Het heeft de enige watervallen in de gemeente Demir Kapija. Het dorp heeft geen permanente inwoners meer, maar oud-bewoners en families keren terug naar het dorp om op 8 mei naar de kerk te gaan. 8 mei is de dag van de beschermheilige.